# خيسوس سواريز
خيسوس سواريز (بالإسبانية: Jesús Suárez Valgrande)‏ هو شخصية أعمال إسباني، ولد في 9 يناير 1912 في خيخون في إسبانيا، وتوفي في 27 ديسمبر 1997 في أوفييدو في إسبانيا بسبب مرض.

## وصلات خارجية
- خيسوس سواريز على موقع أوليمبيديا (الإنجليزية)